# Chris Claremont
Christopher S. Claremont (Londres, Inglaterra, Reino Unido, 25 de noviembre de 1950), más conocido como Chris Claremont, es un guionista de cómics y escritor, conocido principalmente por ser el autor que popularizó a los X-Men de los años 1980.
Durante sus 16 años ininterrumpidos (1975-1991) como guionista de Uncanny X-Men, Claremont redefinió casi por completo la serie, pasando de estar al borde del cierre a ser una de las más importantes de la editorial. La mayoría de los mutantes de Marvel Comics han sido creados o redefinidos por él, razón por la que es considerado como padre del «subuniverso» mutante de Marvel. Es considerado por muchos como el segundo guionista más importante en la historia de la editorial, tras Stan Lee.

## Primeros años
Claremont nación en Londres, Inglaterra, Reino Unido. Su padre fue un médico internista y su madre era piloto y trabajaba en cáterin. Claremont es judío por su lado materno y vivió en un kibutz en Israel durante su juventud.
A los tres años de edad, su familia emigra a Estados Unidos, en donde creció principalmente en Long Island, Nueva York. Cuando era niño Claremont se sentía aislado por el interés en los deportes de los suburbios en los que vivía, su abuela le compró una suscripción a la revista británica de historietas Eagle y creció leyendo a Dan Dare, a quien encontraba más emocionante que las historietas de Batman y Superman de la década de 1950 y 1960. Creció leyendo a autores de ciencia ficción como Robert A, Heinlein, así como a autores de Rudyard Kipling y C.S. Forester.

## Carrera

### Primeros trabajos
Claremont en un principio no veía a la industria de las historietas como el lugar en que haría su carrera, pues creía que el número de lectores a la baja de finales de 1960 era una señal de que este medio estaba muriendo, además de que las historietas publicadas le parecían poco interesantes.
A finales de la década de 1960 e inicios de 1970, empezó a estudiar teoría política y actuación en Bard College. Comenzó a escribir novelas con la esperanza de convertirse en director, su primer trabajo escrito que vendió profesionalmente fue una historia de prosa. Se graduó de Bard College en 1972.
Tras este período, Claremont se centra en sus estudios de actor y escritor teatral, aunque sigue escribiendo historias para Marvel. Más tarde, es contratado por la editorial como asistente de redacción. Con 19 años, hace prácticas durante dos meses en Marvel Comics. Su primer guion fue para una historia corta en un Annual de Nick Furia.[cita requerida]

### 1970s-1980s, Marvel y los X-Men
Su primer trabajo importante fue el de guionista de la colección de Puño de Hierro en 1974, con dibujo de John Byrne. Uno de los primeros personajes que creó para Marvel fue Madrox the Jamie Madrox, el hombre múltiple, en Giant-Size Fantastic Four #4 (febrero de 1975).
Más tarde reemplazó a Len Wein, entonces editor en jefe de Marvel, como guionista del relanzamiento de X-Men de 1975, en ese entonces a cargo de Wein y Dave Cockrum; Claremont comenzó a escribir en este título a partir del #94 (mayo de 1975).
En colaboración con Dave Cockrum y, más tarde, John Byrne, Claremont profundizó en la reforma empezada por Wein dejando en el grupo a sólo dos de sus componentes originales, Cíclope y Jean Grey y desarrollando a los nuevos. Por ejemplo, Charles Xavier pasó de ser el deus ex machina que aparecía al final de cada número para salvar la situación, a tener un papel mucho más secundario; Jean Grey se hace más fuerte, tanto físicamente como psicológicamente, convirtiéndose en Fénix; Wolverine deja de ser un simple exagente del gobierno canadiense con garras y un factor de curación, para convertirse en el personaje más carismático.
Durante los dieciséis años que escribió Uncanny X-Men, Claremont escribió historias clásicas de estos personajes como la Saga de Fénix Oscura, Días del futuro pasado y Dios ama, el hombre mata colaborando con dibujantes como Paul Smith, John Romita Jr. y Marc Silvestri. Durante esta etapa también cocreó a un gran número de personajes, incluyendo a Rogue, Psylocke, Kitty Pryde, la Fuerza Fénix, Sabretooth, Mystique, Emma Frost, Júbilo, Mr. Siniestro, Madelyne Pryor y Gambito.
Debido al éxito de la serie, Claremont crea otras series paralelas, guionizadas también por él, como una serie limitada de Wolverine con arte de Frank Miller y un título de Nuevos Mutantes, ambos en 1982. Claremont guionizó la prácticamente todos los cómics de mutantes de Marvel hasta 1986, al aparecer de la polémica serie Factor X, escrita por Bob Layton, en la que se deshacían las tramas de Claremont sobre Cíclope y Jean Grey, pasando allí en exclusiva los componentes originales de los X-Men. Más tarde, en 1987, crearía Excalibur, junto con Alan Davis.

### 1990s, DC, independientes y regreso a Marvel
En 1991, Marvel lanzó un segundo título de los X-Men, titulado simplemente X-Men con Claremont y el artista Jim Lee como coautores. X-Men #1 es el número individual de historieta más vendido en la historia, con más de 8.1 millones de copias vendidas, de acuerdo con el libro Guinness de los récords, quienes le entregaron un reconocimiento en la Comic Con de San Diego de 2010.
A pesar del éxito de X-Men, después de tres números, Claremont abandonó Marvel durante la burbuja especulativa de la década de 1990, debido a sus diferencias con el editor Bob Harras.
En 1992 escribió el guion de la novela gráfica Star Trek: Deuda de Honor con arte de Adam Hughes y Karl Story. En 1993 escribió para Dark Horse la maxiserie de doce números Aliens/Predator: The Deadliest of Species, junto con el artista Eduardo Barreto, Jackson Guice y Susie Lee. Para Image, en 1994 escribió WildC.A.T.s (#10-13) junto con Jim Lee, introduciendo a Huntsman, un personaje de su propiedad.
En 1995 escribió para DC Comics la serie Sovereign Seven, que tuvo 36 números, concluyendo en 1998. Esta serie representó un acuerdo sin precedentes según el cual Claremont retiene todos los derechos sobre sus personajes originales y al mismo puede situarlos en el Universo DC; por ejemplo, Clark Kent es el mejor amigo de la líder del grupo y Power Girl se une al grupo en mitad de la serie.

En 1998, vuelve a Marvel con el cargo de director editorial y guionista regular de los 4 Fantásticos durante la cual crea a Valeria Richards; también hace una saga en la serie de Wolverine.

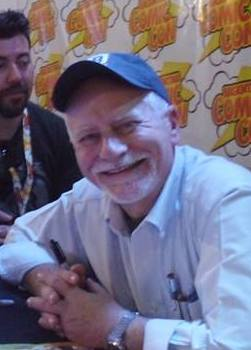
Chris Claremont en Argentina Comic-Con 2014

### 2000s, Marvel y novelizaciones
En 2000, vuelve a Uncanny X-Men y X-Men como guionista, dejándolas luego para lanzar la nueva X-Treme X-Men con el dibujante Salvador Larroca, que realizó íntegramente.
Tras una nueva etapa en Uncanny X-Men, con Alan Davis como dibujante, Claremont se ve forzado a dejar los guiones en manos de Tony Bedard, haciendo sólo los argumentos. También se aplaza su proyectada etapa en Exiles y la nueva serie GeNext.
A pesar de que el título de los 4 Fantásticos gozaba de ventas muy altas, Claremont fue despedido como escritor de los 4 Fantásticos por la editora Bobbie Chase a principios de 2000 debido a desacuerdos en el manejo de diversos personajes, una decisión que le causó sorpresa y enojo.
Claremont estuvo en un contrato exclusivo con Marvel en 2014 y en abril de ese año, la editorial lanzó un título de Nightcrawler escrito por él, con arte de Todd Nauck, que concluyó en marzo del 2015. En el 2019, se reunió con el artista Bill Sienkiewicz, con quien trabajó en New Mutants en la década de 1980, para lanzar el one-shot New Mutants: War Children.

## Estilo de escritura
De acuerdo con el escritor y editor Paul Levitz, la compleja estructura de la historias de Claremont «tuvieron un papel fundamental en reunir a una audiencia que le permitió a las historietas americanas moverse a una narrativa más madura y sofisticada, y a la novela gráfica». Louise Simonson, su colega y editora durante su largo periodo en Uncanny X-Men, atribuye el éxito de los X-Men a la manera en que Claremont se aproximaba a los personajes, «Chris se los tomaba muy seriamente. Eran personas reales para él».
Su especialidad son las «historias de equipo», en las que cada miembro del grupo protagonista tiene su momento de gloria. Destacan sus historias de acción, sus personajes fuertes, tanto héroes como villanos, así como una continuidad fuerte, y los temas sociales de fondo, como el racismo o la marginación por ser diferente. Además, Claremont promovió el uso de personajes femeninos fuertes, como Rogue, Tormenta, Moira MacTaggert o Kitty Pryde, que en su momento estaban muy lejos de los papeles secundarios que solían desempeñar las mujeres entonces. Su enfoque de las colecciones de grupo fue la referencia a imitar durante décadas.
Sus detractores le han acusado de hacer un uso excesivo del texto, haciendo hablar a sus personajes en largos párrafos que pueden resultar forzados o poco realistas; así como de abusar de los «bocadillos de pensamiento» para exponer las motivaciones y personalidad de sus personajes, especialmente durante escenas de acción. Además, se ha criticado su costumbre de utilizar la narración omnisciente en tercera persona para describir eventos que podían haberse explicado mediante imágenes. También ha sido criticada su costumbre de asignar a algunos personajes frases características, como le ocurre a Wolverine («soy el mejor en mi trabajo») o Coloso («Tovarisch»). Gran parte de estas características estilísticas son herencia de otros autores clásicos como Stan Lee o Roy Thomas.
De acuerdo con el propio Claremont, se ganó la reputación de tomarse demasiado tiempo para resolver hilos argumentales. Louise Simonson ha dicho que siempre que necesitaba ideas para historias «todo lo que tenía que hacer era repasar los hilos argumentales que él había dejado en el último año o dos».

## Premios
- 1980 premio Inkpot.[29]
- 1983, 1984, 1988, 1989,1990 Guionista favorito en los Comics Buyer's Guide Fan Awards.
- 1990 Historia de Comic Book Favorita en los CBG Fan Awards por «Proyecto Exterminio» (The X-tinction Agenda)
- 1992 Novela gráfica o álbum favorito por Star Trek: Deuda de Honor.[30]
- 1998 Premio Haxtur a la Mejor Historieta Larga por The Black Dragon; en el Salón Internacional del Cómic del Principado de Asturias.
- 1998 Finalista al Premio Haxtur al Mejor Guion por The Black Dragon; en el Salón Internacional del Cómic del Principado de Asturias.

## Otros medios

### Cine
Como homenaje, aparece fugazmente en X-Men: The Last Stand, durante el prólogo de Jean Grey, utilizando un cortacéspedes que la joven Jean Grey telequineticamente eleva.
También aparece junto a Len Wein en X-Men: días del futuro pasado como congresistas estadounidenses, siendo él, una de las personas en las que se transforma Mystique. Los únicos guionistas que ha sido homenajeado de esta forma en películas basadas en personajes de Marvel han sido Frank Miller (en Daredevil) y Stan Lee, que aparece en casi todas las películas de Marvel.

### Novela
Claremont ha escrito varias novelas, entre ellas la trilogía de ciencia ficción sobre la piloto estelar Nicole Shea, compuesta por:
- Primer vuelo (First Flight, 1987).- Publicada en español en febrero de 2009 por Dolmen Editorial (232 páginas, rústica com solapas). La portada usada en la edición española es de Alejandro Colucci, en lugar de las originales dibujadas por Luis Royo de la edición americana.
- Grounded! (1991). Sin publicación en español.
- Sundowner (1994). Sin publicación en español.

También es coautor con George Lucas de la trilogía de fantasía Chronicles of the Shadow War, que continúa la historia de Elora Danan, un personaje de la película Willow. Ninguna está publicada en español.
- Shadow Moon (1995).[31]
- Shadow Dawn (1996).[31]
- Shadow Star (1999).[32]

Durante el año 2003 escribió la novelización de X-Men 2, llamada X-Men 2: A Novelization. La novela tuvo relativo éxito en ventas, vendiendo más de mil copias alrededor del mundo. También se publicó en español escrita por Lorenzo F. Díaz y publicada por Alberto Santos Editor. Luego para 2006 publicó la novelización de la tercera y última parte, X-Men: The Last Stand la cual, en cierta forma, tuvo más éxito que la película.